# Alcácer do Sal (Santa Maria do Castelo e Santiago) e Santa Susana
Alcácer do Sal (Santa Maria do Castelo e Santiago) e Santa Susana (llamada oficialmente União das Freguesias de Alcácer do Sal (Santa Maria do Castelo e Santiago) e Santa Susana) es una freguesia portuguesa del municipio de Alcácer do Sal, distrito de Setúbal.

## Historia
Fue creada el 28 de enero de 2013 en aplicación de una resolución de la Asamblea de la República de Portugal promulgada el 16 de enero de 2013 con la unión de las freguesias de Santa María do Castelo, Santa Susana y Santiago, pasando a estar situada su sede en la antigua freguesia de Santiago.

## Demografía
| Gráfica de evolución demográfica de Alcácer do Sal (Santa Maria do Castelo e Santiago) e Santa Susana entre 2011 y 2021 |
| |
| Datos según el nomenclátor publicado por el INE portugués.                                                              |